# Conservatorio Nicola Sala
Il Conservatorio Nicola Sala è un istituto superiore di studi musicali fondato a Benevento nel 1988.
È intitolato alla memoria di Nicola Sala ed è un'istituzione di alta formazione musicale ed ha sede nel palazzo De Simone.

## Storia
Nato nel 1988 dal distaccamento del Conservatorio Domenico Cimarosa di Avellino. Il Conservatorio è stato intitolato al musicista Nicola Sala il 9 novembre 2006.
Il Conservatorio Statale di Musica di Benevento è ubicato nello storico Palazzo De Simone, costruito dall'architetto napoletano Filippo Raguzzini nella seconda decade del XVIII secolo come parte di un progetto di ricostruzione della città promosso dall’arcivescovo  Orsini.